# The Little Shepherd of Kingdom Come
Pour plus de détails, voir Fiche technique et Distribution.
The Little Shepherd of Kingdom Come est un film américain réalisé par Alfred Santell, sorti en 1928. Le film est un remake d'un film de 1920 réalisé par Wallace Worsley.

## Synopsis
Chad est un jeune homme maladroit qui grandit dans le Kentucky des années 1860. Elever par un tuteur brutal, il trouve du réconfort auprès d'un maître d'école amical. Lorsque la guerre civile éclate, il se retrouve en désaccord avec la plupart de ses amis en rejoignant l'armée de l'Union. Ses expériences au combat forcent Chad à gagner en maturité. Revenant à Kingdom Come, il a désormais une toute nouvelle vision des choses...

## Fiche technique
- Titre  : The Little Shepherd of Kingdom Come
- Réalisation : Alfred Santell
- Scénario : Bess Meredyth, Rufus McCosh et Dwinelle Benthall d'après le roman de John Fox Jr. (en)
- Photographie : Lee Garmes
- Montage : Hugh Bennett
- Pays de production : États-Unis
- Format : Noir et blanc - 1,33:1 - Film muet
- Genre : drame
- Durée : 80 minutes
- Date de sortie : 1928

## Distribution
- Richard Barthelmess : Chad Buford
- Molly O'Day : Melissa Turner
- Nelson McDowell : Old Joel Turner
- Martha Mattox : Maw Turner
- Victor Potel : Tom Turner
- Mark Hamilton : Dolph Turner
- William Bertram : Caleb Haazel
- Walter P. Lewis : Old Tad Dillon
- Gustav von Seyffertitz : Nathan Cherry
- Claude Gillingwater : Major Buford
- David Torrence : General Dean
- Eulalie Jensen : Mrs. Dean
- Doris Dawson : Margaret Dean